# Argiope bruennichi

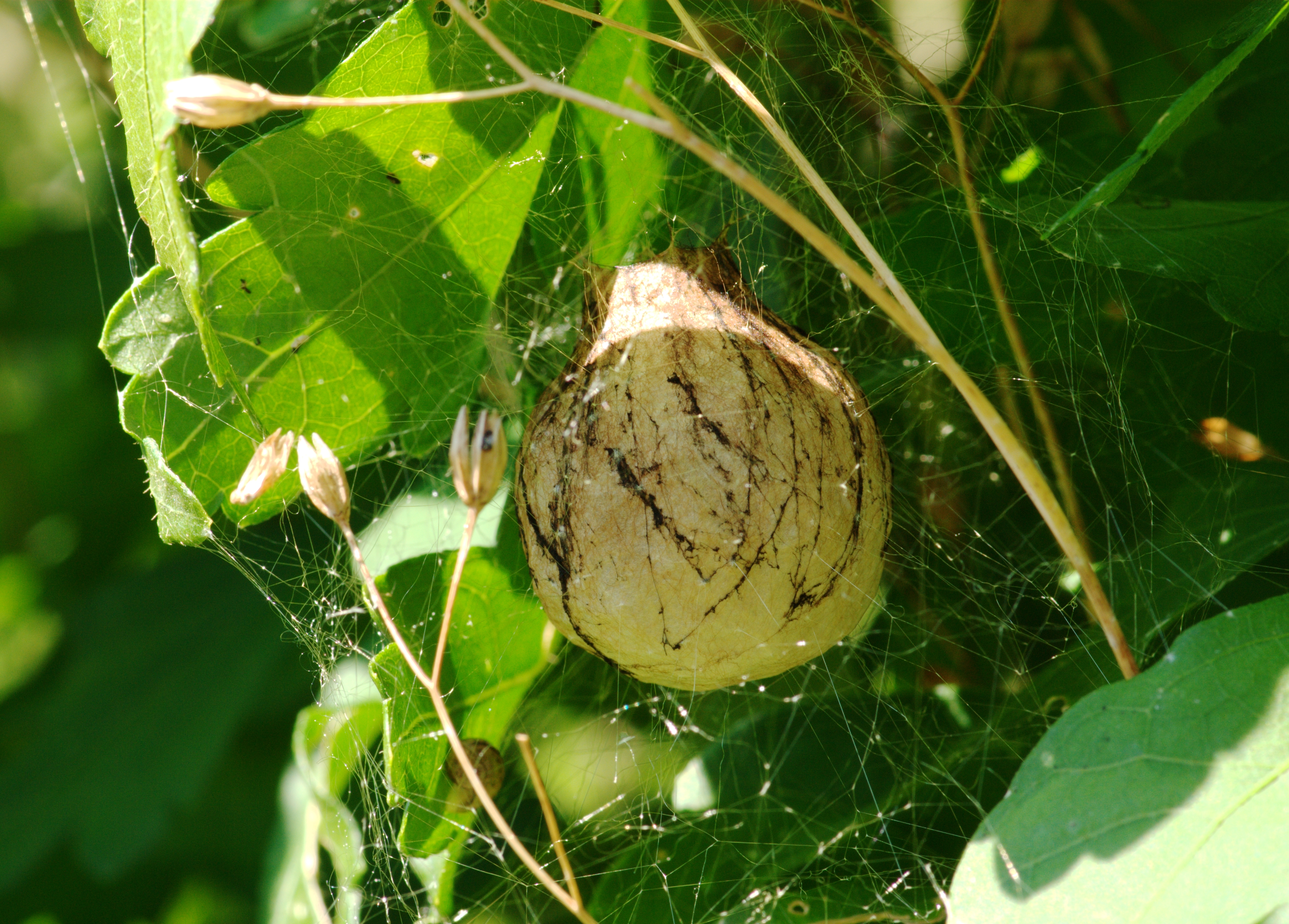
Saco com ovos.

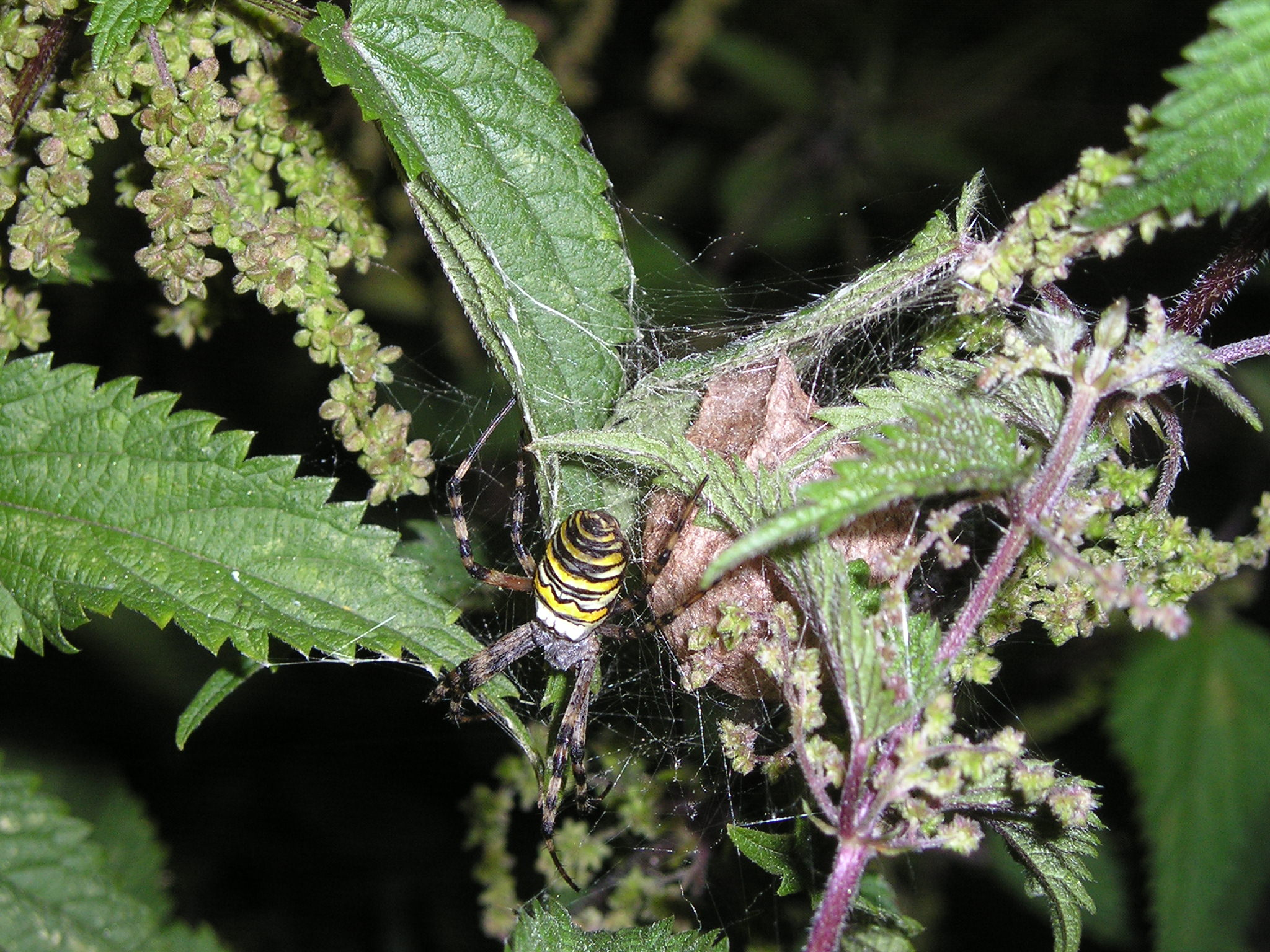
Fêmea em guarda a um saco de ovos.

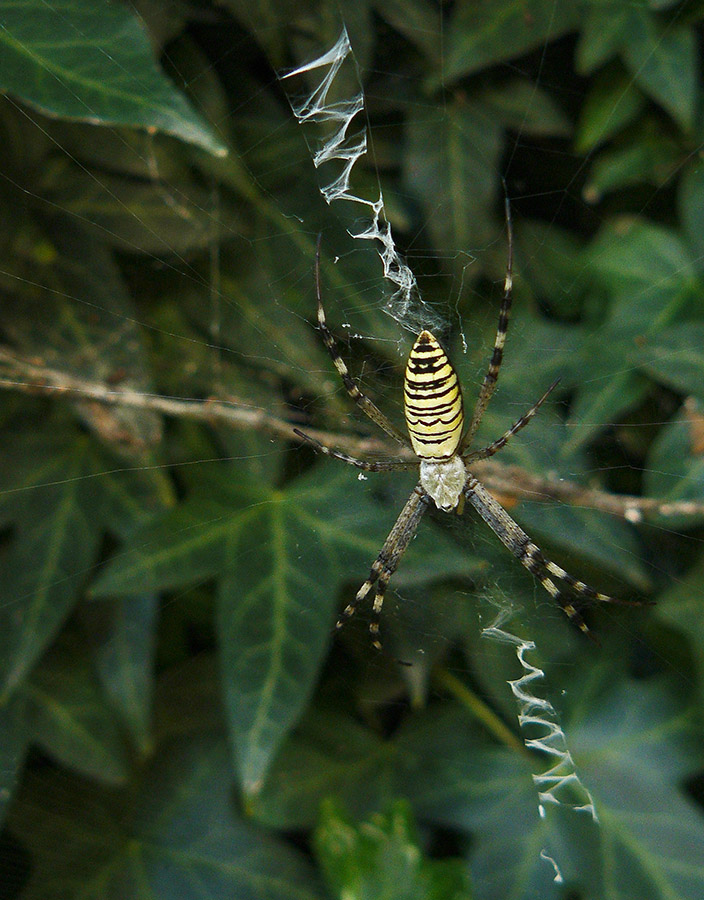
Teia com stabilimentum.

Argiope bruennichi (Scopoli, 1772) é uma espécie de aranha construtora de teia com distribuição natural pelo sudoeste, centro e norte da Europa, norte de África, partes da Ásia e no arquipélago dos Açores. As fêmeas constroem no outono teias grandes e conspícuas, em geral instaladas entre plantas altas ou ramos de árvores em campos e jardins. Como na maior parte dos membros do género Argiope, a fêmea apresenta marcas alternadas de cor amarela brilhante e negro no abdómen, dando-lhe um aspecto que lembra uma vespa. O macho é menor, acastanhado e pouco conspícuo.

## Nomes comuns
Dá pelos seguintes nomes comuns: aranha-dos-jardins,cesteira-dos-jardins, aranha-tigre, tecedeira-vespa e aranha-vespa.

## Descrição
A. bruennichi é uma aranha de corpo alongado que exibe forte dimorfismo sexual, com um comprimento corporal médio que no macho é de apenas 6 mm de comprimento mas nas fêmeas atinge os 25 mm. O dimorfismo é acentuado pela variação de cor corporal, com os machos apresentando coloração uniforme em tons variáveis de castanho e listras longitudinais brancas no opistosona, enquanto as fêmeas exibem tons prateados no prossoma e listras alternadas amarelas e pretas no opistossoma. Machos e fêmeas exibem espinhos negros nos pés.
Os indivíduos da espécie A. bruennichi constroem teias orbiculares espirais, em geral durante o crepúsculo matutino e vespertino, utilizando como apoios ervas altas ou ramos baixos das árvores e arbustos. A teia é em geral instalada perto do solo (entre 0,2 e 1,0 m de altura), demorando cerca de uma hora a construir. A teia é constituída por fios de seda espessos e resistentes, com 19-41 raios (média é de 30) e ostenta no seu centro uma estrutura de fios engrossados, em forma de ziguezague irregular, designada por stabilimentum (decoração da teia). A função da decoração da teia é incerta, apontando-se como sendo parte de um dispositivo destinado a mascarar a presença da teia, pois é constituída por material que quando visto à luz ultravioleta (gama onde se concentra a acuidade visual dos insectos) brilha de forma leitosa e pouco definida. Também contribuirá para camuflar a presença da aranha, que se instala sobre a decoração, quando vista em contraluz, tornando mais difícil o ataque pelas aves.
Quando uma presa é apanhada na teia, a aranha procede à sua rápida imobilização, rodeando-a por um invólucro de seda pegajoso e apertado. Em seguida morde a presa, injectando-lhe um veneno paralisante acompanhando por enzimas digestivas. Este conjunto de proteínas para além de provocar a morte da presa leva à sua rápida liquefacção, sendo o suco resultante aspirado pela aranha. As capturas mais comuns são insectos, tais como gafanhotos, moscas e abelhas, podendo consumir até quatro presas por dia.
Sendo o macho da espécie muito menor que a fêmea, instala-se numa teia reduzida, situada nas proximidades da teia da fêmea, onde aguarda que esta atinja a maturidade sexual, a qual coincide com a muda final. Como A. bruennichi é uma das muitas espécies de aranha que pratica o canibalismo sexual, a fertilização em geral ocorre imediatamente após a ecdise, pois num curto período após emergir do antigo exoesqueleto as quelíceras da fêmea estão amolecidas. Este amolecimento reduz o risco de o macho ser devorado pela fêmea durante o acasalamento. Contudo, como acontece com a maioria das espécies da família Araneidae, o canibalismo é comum, sendo em geral os machos devorados imediatamente após o acasalamento.
O acasalamento ocorre no final de Julho e início de Agosto, sendo comum a ocorrência de graus variados poliandria (quando uma fêmea copula com vários machos). Imediatamente após a cópula, os machos tentam a fuga, sendo que em cerca de 80% dos casos abandonam o órgão copulatório masculino no interior do corpo da fêmea. O pedipalpo copulatório abandonado impede a fecundação por outro macho, assegurando a exclusividade da paternidade. Esta prática está associada a adaptações específicas dos órgãos genitais masculinos, que exibem elevada complexidade estrutural, com pontos de ruptura pré-determinados, servindo não só para transferir esperma, mas também tendo um papel importante na escolha do parceiro sexual. Após a fecundação, a fêmea põe 200-300 ovos num saco de seda em forma de casulo acastanhado que suspende na vegetação, próximo do chão. Logo após a eclosão, as jovens aranhas saem do casulo em busca de comida.
A área de distribuição natural da espécie tem sofrido consideráveis alterações, aparentemente em resultado de uma sequência longa de invernos mais suaves. Em consequência,  a espécie começa a ser comum na Grã-Bretanha, onde os espécimes mais frequentes apresentam coloração mais pálida, com substituição do amarelo por cor creme. A espécie estará naturalizada em áreas de clima temperado da América do Sul.
São reconhecidas as seguintes subespécies:
- Argiope bruennichi bruennichi (Scopoli, 1772)
- Argiope bruennichi nigrofasciata Franganillo, 1910 (Portugal)

O epíteto específico é uma homenagem ao naturalista dinamarquês Morten Thrane Brünnich.

## Sinónimos
- Aranea brünnichii
- Aranea speciosa
- Aranea senoculata (erro de identificação)
- Aranea fasciata
- Aranea zebra
- Aranea formosa
- Aranea pulchra
- Aranea caspia
- Aranea phragmitis
- Segestria pulchra
- Miranda transalpina
- Epeira speciosa
- Nephila transalpina
- Epeira fasciata
- Nephila fasciata
- Miranda zabonica
- Argiope brünnichi
- Argiope bruennichii

## Galeria

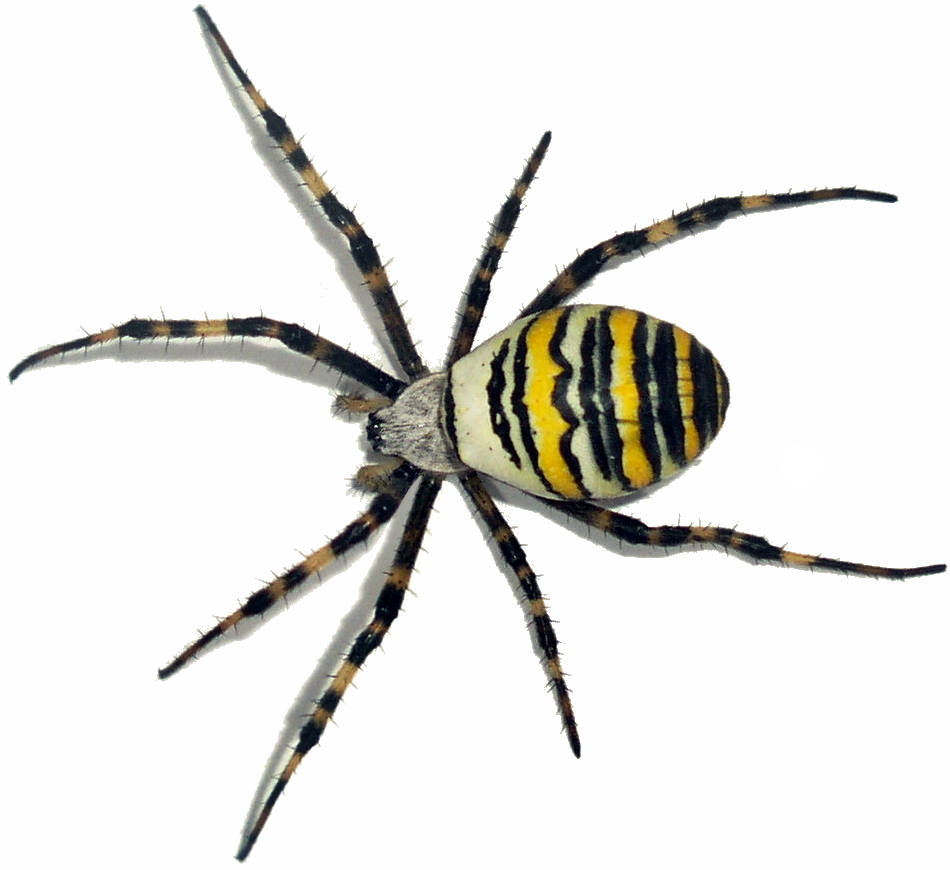
Fêmea adulta.
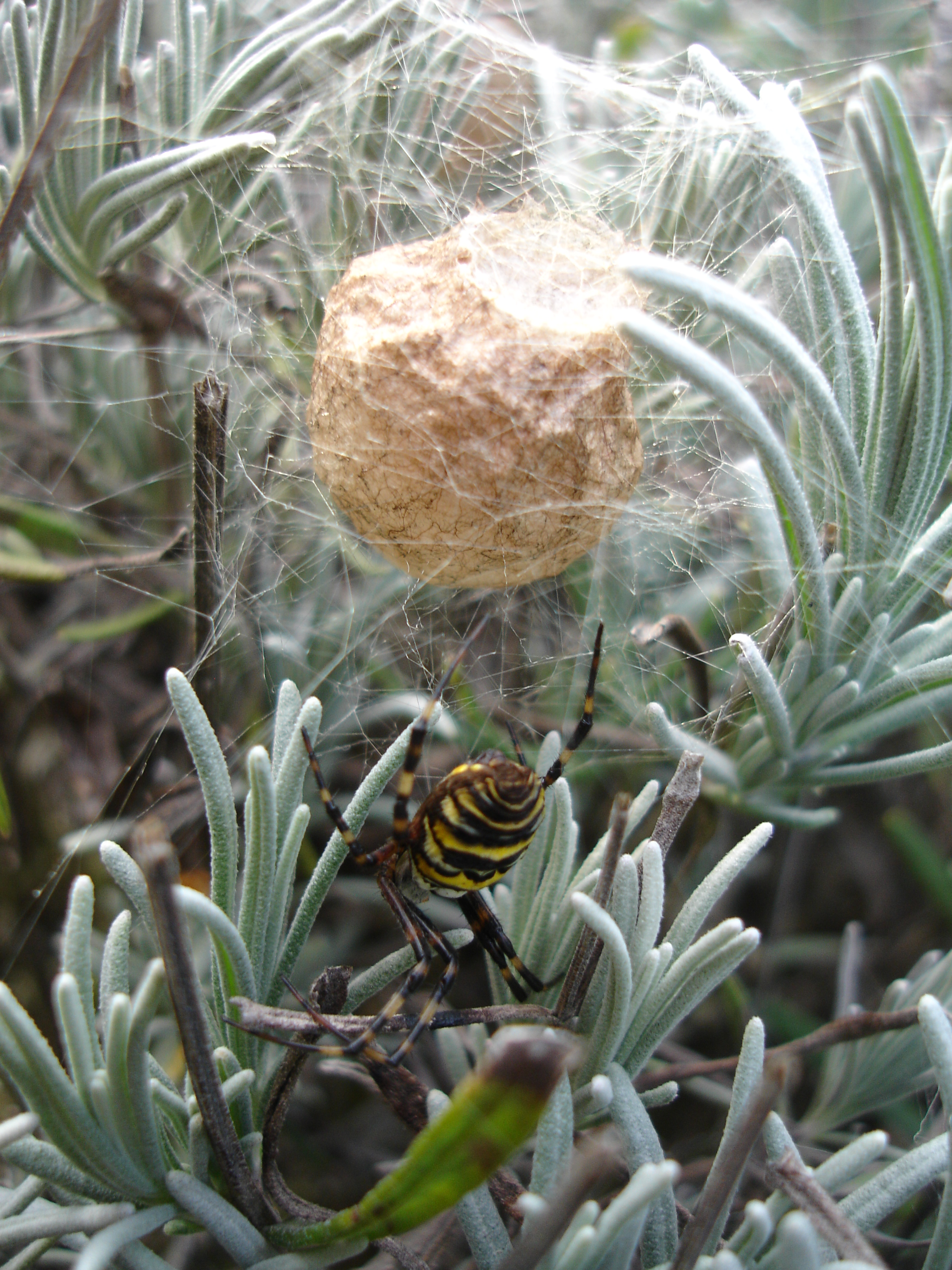
Fêmea e saco de com ovos e larvas.
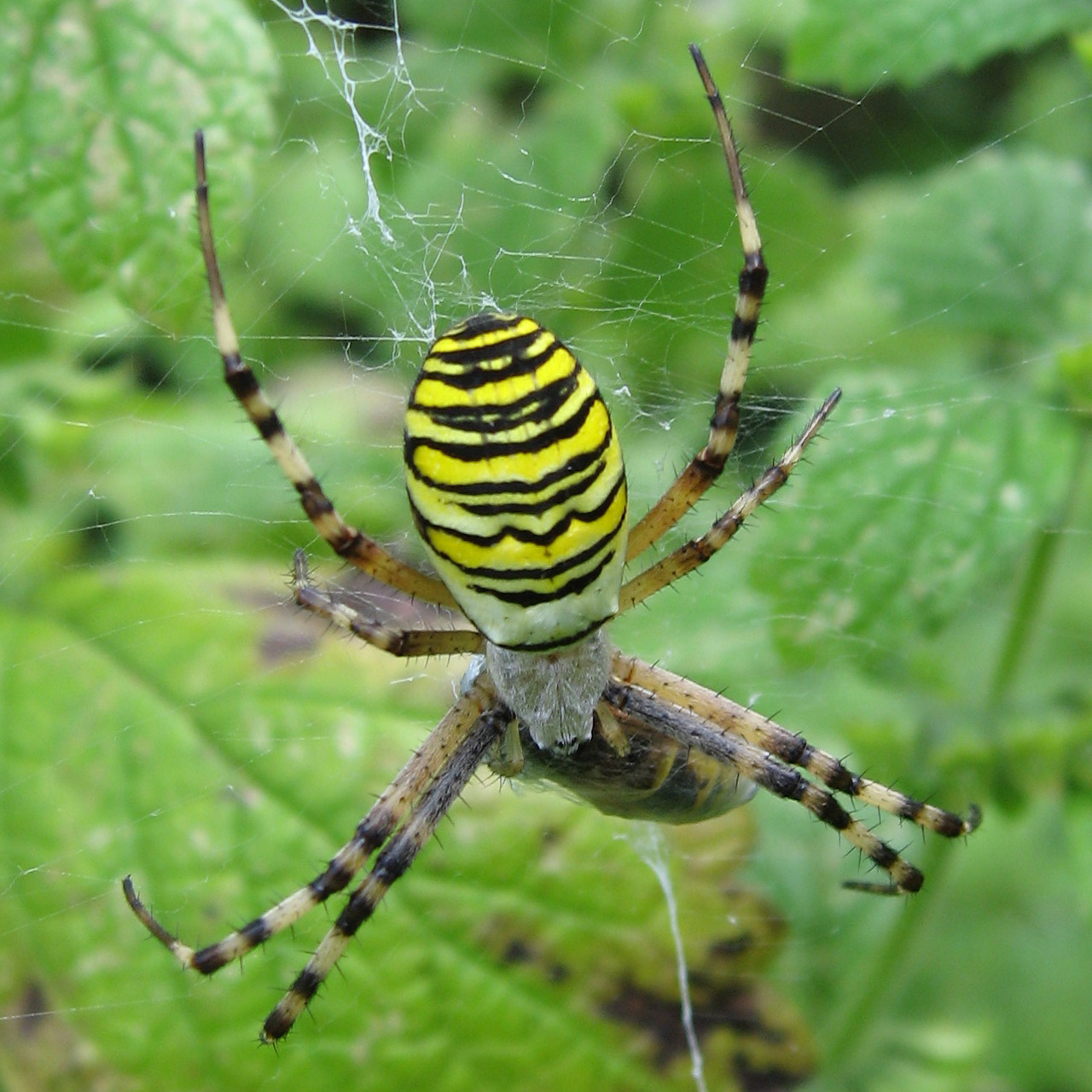
Argiope bruennichi (Bélgica).
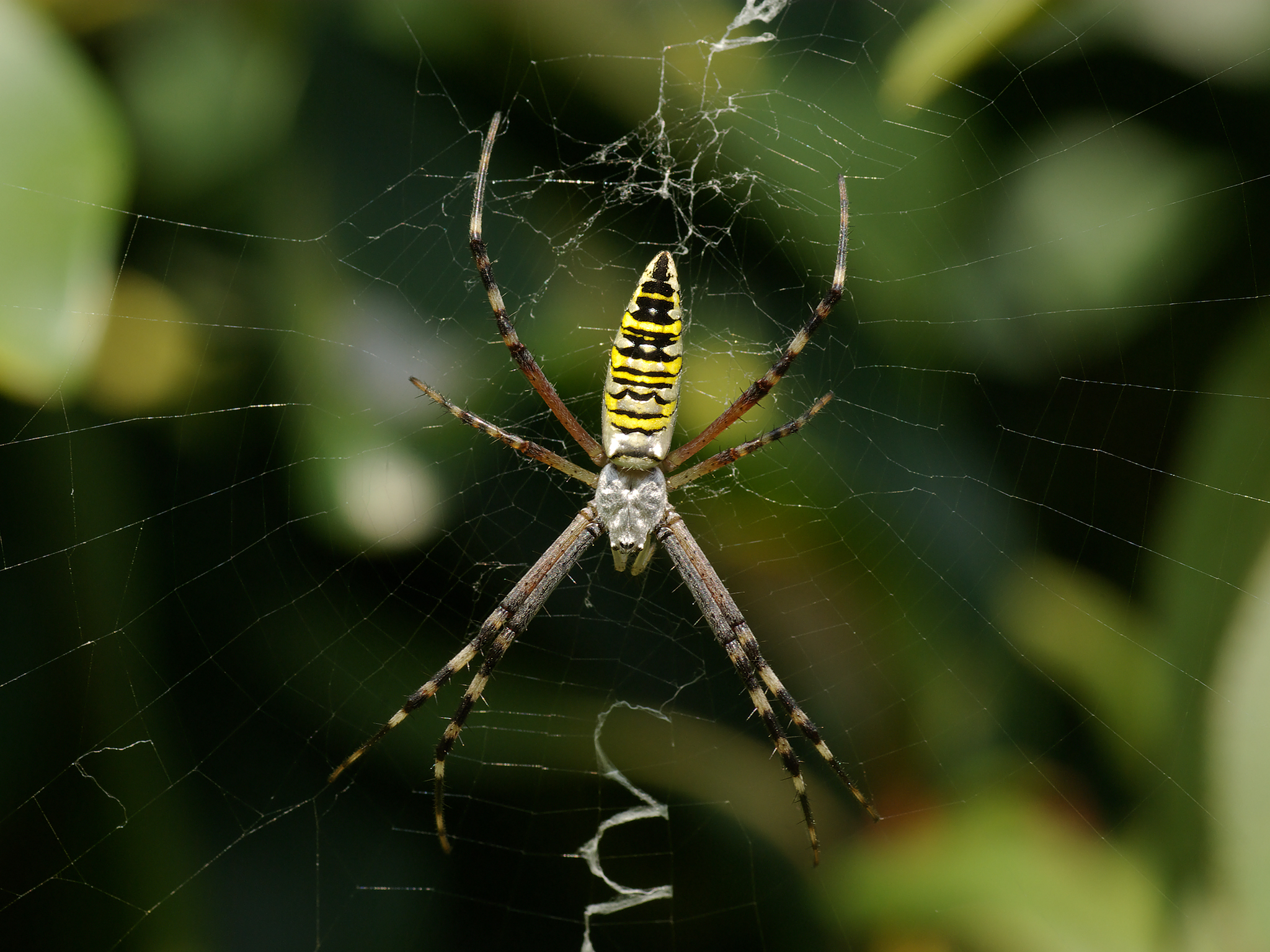
Fêmea numa teia.
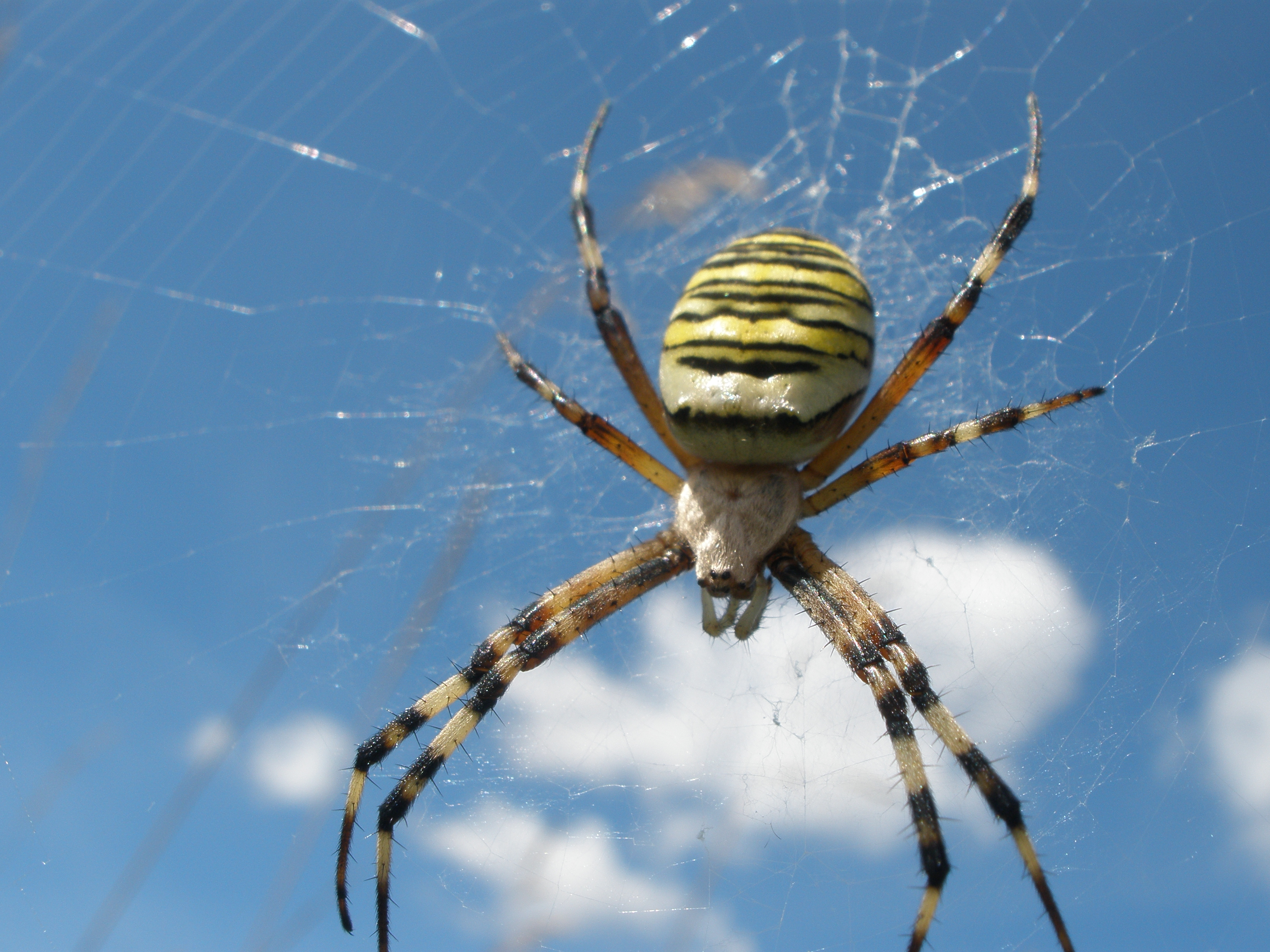
Argiope bruennichi (França).